# Eddy Keur
Eddy Keur (Amsterdam, 24 oktober 1958) is een Nederlands radio-dj, voice-over en presentator.
Keur presenteert voor omroep PowNed Keur In De Middag en Eddy's Nachtwacht op NPO Radio 2 en is de vaste invaller van Ruud de Wild. Daarvoor was hij te horen op zenders als NPO 3FM, Radio 538, NH Radio en Radio 10 Gold.

## Biografie
In 1979 en 1980 werkte Keur onder het pseudoniem Sebastiaan Peters bij zeezender Radio Caroline. Vanaf zondag 7 oktober 1984 werkte hij bij de KRO als diskjockey-presentator op Hilversum 1, 2 en 3. Op Hilversum 3 en vanaf zondag 1 december 1985 op vanaf dan Radio 3 presenteerde hij o.a. op de KRO zondag de Miniparade en werd hij tevens voice-over van de KRO.
In 1988 maakte hij de overstap naar de commerciële zender Radio 10, waar hij elke werkdag een middagprogramma presenteerde van 15:00 tot 18:00 uur.
In 1990 ging Keur het televisieprogramma Jackpot presenteren. Dit spelprogramma kwam voort uit de samenwerking van de omroepen AVRO, TROS en Veronica (ATV). Deze omroepen wilden een tegenhanger voor Prijzenslag van RTL. Dit spelprogramma werd op werkdagen tussen 19:00 en 19:30 uur op toentertijd TV2 uitgezonden.
In oktober 1992 stapte Keur over naar de commerciële televisiezender RTL 4 en presenteerde daar twee jaar lang de reisquiz De reis van je leven.
Vanaf dat moment bleef Keur als freelancer actief voor radio en televisie bij RTL 4, RTL 5 (Nieuws&Nonsens en Studenttalent), TV10 (275 afleveringen van het dagelijkse 5 op een rij), Fox (Double Street Date), diskjockey bij Q The Beat en tot en met december 1997 als vaste invaller voor Peter van Bruggen en Jeanne Kooijmans van het populaire KRO-ochtendprogramma The Breakfastclub op Radio 3FM.
Als voice-over was Keur te horen in radio-en televisiereclames en van 2002 t/m medio 2004 bij Cash & Carlo, een dagelijks tv-programma met Carlo Boszhard op Yorin.
Keur werkte vanaf 1990 samen met John de Mol voor John de Mol Producties, Endemol en Talpa als presentator, voice-over en creative consultant. Dit was Keur ook voor andere bedrijven, zoals onder andere het bedrijf van Paul de Leeuw (Marat) en bedacht onder andere De Songfestivalkenner van de Eeuw-show.
Van juni 2003 t/m juni 2005 was Keur copresentator in het ochtendprogramma Goedemorgen Gordon op de commerciële radiozender Noordzee FM.
In 2007 was hij enkele maanden terug op televisie met het praatprogramma Boys Tonight op de late avond van RTL 8. Dit programma presenteerde hij samen met Marco Verhagen.
Van augustus 2012 t/m begin september 2013 presenteerde hij op zaterdag en zondagmiddag het programma Keur in de middag op Radio 10 Gold, het commerciële radiostation waar hij begin jaren '90 ook al op te horen was.
Sexquiz on the beach, I want your baby, The Love Box zijn enkele televisieformats die Keur aan zenders heeft verkocht.
Vanaf 7 januari 2014 presenteerde Keur samen met Edwin Noorlander De Show Zonder Naam van maandag t/m donderdag tussen 00:00 en 02:00 uur op Radio 538. Een ander programma was Eddy's Nachtwacht. Tijdens één van die afleveringen vroeg Keur tijdens een radiospelletje wie het dagboek van Anne Frank had geschreven. Het gegeven antwoord, Annie M.G. Schmidt, was confronterend. In 2022 was het voor hem de aanleiding de tv documentaire De nieuwe getuigen van Auschwitz te maken met vijf jongeren en met hen af te reizen naar het kamp waar zijn grootvader met het laatste transport in 1944 werd afgevoerd. Op 27 november 2015 stopte het radioprogramma bij Radio 538 omdat het contract van Keur niet werd verlengd, want dan moest 538 hem een vast contract aanbieden. Voor dit radioprogramma ontving Keur in 2015 een RadioFreak Award voor beste nachtprogramma.
Vanaf 2017 is Keur te zien bij OUTtv met het praatprogramma Keur met peren, waarin hij telkens een drietal gasten ontvangt, veelal homoseksueel, zoals dat gebruikelijk is op die zender.
In september 2017 ging Keurs radioprogramma Keur in de middag van start op NH Radio. Juli 2018 maakte Keur bekend dat Keur in de middag vanaf 2 september 2018 ook elke zondag te beluisteren is tussen 15.00 en 18.00 uur.
In 2019 werkt hij mee aan het tv-programma Dat verzin je niet! met presentator Gordon bij SBS6. Daarnaast was hij een aantal keer te zien als presentator en deskundige in Shownieuws.
Op 22 maart 2021 werd bekendgemaakt dat er darmkanker was geconstateerd bij radio-dj Ruud de Wild van NPO Radio 2. Keur verving per dinsdag 23 maart 2021 tot en met vrijdag 1 oktober 2021 Ruud de Wild in zijn programma de Wild in de Middag tussen 16.00 en 18.00 uur op NPO Radio 2 tijdens diens behandeling en herstel.
Op 12 juni 2021 maakte Keur bekend te stoppen met het radioprogramma bij NH-radio op zaterdagmiddag. Op 19 juni 2021 was de 361e en laatste aflevering.
Bij het invoeren van de nieuwe programmering van NPO Radio 2 presenteert Keur per vrijdag 8 oktober 2021 elk weekeinde in de nacht van vrijdag op zaterdag tussen 00.00 en 2.00 uur het nieuwe radioprogramma Eddy's Nachtwacht voor PowNed. Tevens blijft hij als freelancer op de publieke radiozender actief als invaller. 
Op woensdag 13 juli 2022 maakten NPO Radio en NPO 3FM bekend dat met het invoeren van de nieuwe programmering per maandag 12 september 2022, Keur namens PowNed samen met steeds een andere NPO 3FM-dj op vrijdag de middagshow Keur in de Middag tussen 16.00 en 19.00 uur gaat presenteren. Op 31 januari 2024 ontving Eddy Keur 'De Nachtwacht Award 2024' voor beste nacht radioprogramma van Nederland.
Door het vertrek van Wouter van der Goes en Frank van 't Hof naar Radio Veronica, past NPO Radio 2 per woensdag 24 januari 2024 direct de programmering aan, waardoor Keur per vrijdag 26 januari 2024 met zijn programma Keur in de Middag van NPO 3FM naar NPO Radio 2 verhuist en vanaf dan op de vrijdagmiddag tussen 16.00 en 18.00 uur te horen is. Ook is Keur de vaste vervanger van Ruud de Wild in De Wild in de Middag. 
Op 4 december 2023 maakten PowNed en NPO Radio 2 bekend dat Eddy Keur zijn contract heeft verlengd en ook de komende twee jaar te horen blijft op de publieke radiozender.
Op 29 januari 2025 maakten PowNed en NPO Radio 2 bekend dat Eddy Keur wederom zijn contract heeft verlengd en dus minimaal de komende drie jaar nog te horen blijft op NPO Radio 2.